# Diva Destruction
Diva Destruction es un grupo estadounidense de rock ligado al dark wave y rock gótico proveniente de Los Ángeles, Estados Unidos.

## Historia
La banda fue fundada en 1998 por Debra Fogarty, el líder indiscutible de la banda. Diva Destruction fue ganadora de la "Mejor banda gótica de LA" durante dos años consecutivos.
Diva Destruction también ha participado durante varios años consecutivos en el Wave-Gotik-Treffen, celebrado en Alemania, y el pasado 2007 también estuvo en sus filas.
Debra escribió y produjo el tercer álbum (Run Cold) en solitario. Debra es la actual compositora y vocalista principal de la banda.
Hasta ahora, la banda tiene tres álbumes: Passion's Price, Exposing The Sickness y Run Cold. Debra anunció en 2007, en el sitio web oficial de Diva Destrucion, que está trabajando en un cuarto álbum; que ya ha terminado varias canciones, pero hasta el momento no se ha sabido nada del nuevo avance.
El sencillo Break Free se publicó el 4 de diciembre de 2023 en varios sitios de streaming. La cantante ha anunciado un concierto para abril de 2024 en Los Ángeles.
En septiembre de 2025 se confirma la primera visita a Sudamérica,  para realizar su show en Santiago de Chile, el 06 de Septiembre en Teatro Cousiño de dicho país.

## Miembros

### Formación actual
- Debra Fogarty - vocal, teclados, batería (1998 - actualmente)

### Exintegrantes
- Benn Ra - guitarra (2000 - 2003)
- Sharon Blackstone - vocal de apoyo, piano (2000 - 2003)
- Jimmy Cleveland - batería (2000 - 2004)
- Anthem - batería (2001 - 2003)
- Severina Sol - vocal de apoyo, letras (colaboradora de las composiciones de los sencillos) (1999 - 2000)

## Discografía

### Álbumes de estudio
- 2000: "Passion's Price" (Alice In...)
- 2003: "Exposing the Sickness" (Alice In...)
- 2006: "Run Cold" (Alice In...)